# Vertrag von Arras (1191)
Im Vertrag von Arras (1191) einigten sich im Oktober 1191 Graf Balduin VIII. von Flandern und König Philipp II. von Frankreich sowie die Witwe Teresa Matilde von Portugal (1157–1218) hinsichtlich des Erbes der Grafschaft Flandern.
Da der Graf von Flandern, Philipp von Elsass, keine männlichen Erben mehr hatte, regelte er im Jahr 1177 vor seiner Teilnahme an einem Kreuzzug die Nachfolge zu Gunsten seines Schwagers Balduin. Philipp fiel bei der Belagerung von Akkon am 1. Juni 1191. Nach seinem Tod waren an der Nachfolge des Verstorbenen auch der französische König Philipp II. und Philipps Witwe interessiert. Teresa Matilde von Portugal, eine resolute Witwe, konnte einen Teil der Grafschaft Flandern mit ihr Getreuen an sich reißen.
Balduin gab Teile des Erbes an seine beiden Konkurrenten im Vertrag von Arras (Atrecht) ab, wurde andererseits als rechtmäßiger Herrscher über Flandern gemeinsam mit seiner Frau Margarete, die Philipps Schwester war, anerkannt. An Frankreich wurden Artois, Boulogne, Guines und Saint-Pol weggegeben. Theresa erhielt ein Witwengut, das sich über Teile von Südflandern und einige flandrische Küstengebiete erstreckte.